# Rouse Hill, New South Wales
Rouse Hill este o suburbie în Sydney, Australia.